# ژاک روسنی
ژاک روسنی (فرانسوی: Jacques Rosny‎؛ ۲۵ مارس ۱۹۳۹ – ۱۸ آوریل ۲۰۲۰) بازیگر اهل فرانسه بود. وی بین سال‌های ۱۹۷۱ تا ۱۹۹۷ میلادی فعالیت می‌کرد.

از فیلم‌هایی که وی در آن نقش داشته است، می‌توان به کاترین و شرکا و مستأجر اشاره کرد.